# بهرام دبیری
بهرام دبیری (زاده ۱۳۲۹، شیراز) نقاش ایرانی و دانش‌آموخته دانشکده هنرهای زیبا ی دانشگاه تهران است.

## زندگی
«اغلب جریان‌هایی که امروز شاهد آن هستیم برای من مفهومی از مد هستند. کارهایی که در این جریان‌ها به نمایش گذاشته می‌شود تنها یک بار قابل دیدن هستند و در فرهنگ و سلیقه جامعه نفوذ نمی‌کنند. این روشی نیست که من بخواهم دنبال کنم و ترجیح می‌دهم با وفاداری به فرهنگ و سلیقه، نگاه تازه‌ای به جهان داشته باشم و فعالیتم را در این خط ادامه بدهم.»

—بهرام دبیری در گفتگو با ایسنا
بهرام دبیری زاده ۱۳۲۹ در شیراز است. در سال ۱۳۴۹ وارد دانشکده هنرهای زیبا ی دانشگاه تهران شد. در سال ۱۳۵۲ با سیمین اکرامی که دانشجوی رشته مجسمه‌سازی همان دوره بود ازدواج کرد.

## آثار
آثار او از دهه ۶۰ به بعد، مضامین اساطیری و جستجو در نقاشی مدرن را دنبال می‌کند و به سوی ریشه‌ها و میراث تصویری ایران گرایش دارد. تحت تأثیر نقاشانی چون بوش و برو گل قرار گرفت. با استادانی چون هانیبال الخاص، بهجت صدر، پرویز تناولی و روئین پاکباز کار کرد.
کتابی که شامل مجموعه‌ای از مصاحبه‌های وی در نشریات مختلف است و در واقع جلد سوم از این نوع کتاب‌هاست و همچنین یک کتاب نفیس دست‌ساز شامل ۲۵ اثر از او که به شیوه سیلک اسکرین چاپ شده‌اند در آستانه انتشار است.
کار او به سه دوره تقسیم می‌شود:
- اول: ۵۷–۱۳۵۰؛ در این دوره او در دانشکده حضور داشت و تمایل زیادی به خط داشته‌است. آثار او دارای رنگهای تند و خام بوده و بازتاب دهندهٔ هیجانات و کابوسهای او در این دوره است.
- دوره دوم: سال‌های ۵۷به بعد؛ در این دوره شیوهٔ نگارگری او به‌طور صوری عوض می‌شود.
- دوره سوم کار او طبیعت بی جان را در بر می‌گیرد.

یکی از آثار وی به نام «تابلوی «آناهیتا» روز یکشنبه ۱۲ شهریور ۱۳۹۶ در ساعت ۶ بعدازظهر به دلیل بی‌توجهی راننده وانت، هنگام انتقال از یکی از گالری‌های تهران به آتلیه من به سرقت رفت.

## دربارهٔ دیگران
دبیری تا کنون بیش از ۵۰ نمایشگاه انفرادی و گروهی در ایران، دوبی، اوکراین، اسپانیا، آلمان، واشینگتن و نیویورک برگزار کرده‌است. وی با یادآوری اینکه هنر نقاشی پشت شیشه تاریخچه چند صد ساله در ایران دارد، بیان کرد:
| « | امروزه کارم این است که به تاریخ نقاشی ایران، تکنیک‌ها، زیبایی‌شناسی و فضاها نگاه کنم و حاصل این نگاه منجر به خلق تعدادی از کارهای در سال جاری شده‌است. | » |

در سالروز درگذشت علی‌اصغر معصومی نقاش نوگرای ایرانی گفت: 
| « | دهه‌های ۳۰ و ۴۰ دهه‌های مهمی به خصوص دربارهٔ شعر هستند. در اوج دهه ۴۰ و حتی دو سه سال نخست دهه پنجاه، شعر آوانگارد تفکر فرهنگی، هنری و حتی به یک معنا انقلابی ایران است. در همان دوره جریانی هم در نقاشی با مارکو گریگوریان، هانیبال الخاص، بهمن محصص و کسان دیگر آغاز شد. در بخش گرافیک هم مرتضی ممیز و تنی دیگر جریان‌ساز بودند. | » |

منتخبی از آثار بهرام دبیری بر روی سایت گالری خیال قرار گرفت. تعدادی از این آثار مونوپرینت و تعدادی دیگر از مجموعه نقاشی‌های اسطوره ای وی است که به صورت فیگوراتیو و در اندازه‌های بزرگ اجرا شده‌اند.

## نمایشگاه
- موزه گالری دیدی، در این نمایشگاه ۱۲ کلاژ که مجموعه ای از کلاژ نوشته، یادداشت، شعر و عکس به نمایش گذاشته شد.[۱۰]
- نمایشگاه نقاشی مشترک کودکان زلزله‌زده و جمعی از هنرمندان معاصر با عنوان «هاوار» در خانه هنرمندان ایران[۱۱]
- نمایشگاه «پل آبگینه» نقاشی پشت شیشه، نمایشگاهی از ۳۶ تابلو[۷]
- نمایشگاه‌های «حوالی انقلاب در پرسه‌های کامران شیردل» و «دفتر طراحی» در گالری‌های مرکز نبشی و چهارده[۱۲]
- نمایشگاه کلکسیونر شامل آثاری از هنرمندان پیشکسوت در گالری آرتیبیشن[۱۳]
- نمایشگاهی از آثارش را در آخرین روزهای سال ۹۳ به نفع بیماران سرطانی در گالری سیحون به نمایش گذاشت.[۱۴][۱۵]
- نمایشگاه مروری بر آثار نقاشی بهرام دبیری در گالری وصال شیراز[۱۶]
- نمایشگاه بیش از ۳۰ اثر در نگارخانه آتبین[۱۷]

## تقدیر
دو فیلم از زندگی و آثار وی ساخته شده که یکی ساخته کیوان جهانشاهی است. فیلم «میان دیروز و همیشه» به مدت ۴۰ دقیقه و فیلم «سه حس» که ترکیبی از نقاشی، موسیقی و شعر است.